# Lego Star Wars II: The Original Trilogy
Lego Star Wars II: The Original Trilogy — компьютерная игра, основанная на серии игрушек Lego по мотивам вселенной «Звёздных войн». Действие игры разворачивается в течение оригинальной трилогии (эпизоды IV, V и VI). Игра вышла 12 сентября 2006 года.
Несмотря на то, что трилогия Lego Star Wars позиционировалась как игра для детей, она снискала славы и у более взрослых игроков. По миру было продано более 8,2 млн копий игры (по состоянию на февраль 2009 года).
В Lego Star Wars II: The Original Trilogy в каждом эпизоде по 6 глав. После сбора 8 золотых блоков в главе открываются 2 бонусных уровня и возможность пройти эпизод в режиме «Super Story» (необходимо пройти каждую главу поэтапно, меньше, чем за 1 час). В прохождении уровней встречаются разные головоломки, такие как перетаскивание ящика в нужное место или собирание чего-нибудь. В основном они лёгкие, но случаются и сложные. Мешать делать это вам будут разные персонажи, например, Имперские штурмовики, Солдаты Звезды Смерти и различные существа из фильмов и т. д.

## Сюжет
Через девятнадцать лет принцесса Лея Органа попадает в плен к Дарту Вейдеру, предварительно спрятав украденные планы супер-оружия Галактической Империи — Звезды Смерти — в верного дроида-астромеханика R2-D2. С переводчиком C-3PO он сбегает и попадает на Татуин, где пару покупает Люк Скайуокер. R2-D2 сбегает и пытается найти некоего Оби-Вана Кеноби, которому предназначено послание от принцессы. Это ему удаётся, и Оби-Ван, известный Люку как Бен Кеноби, получает просьбу Леи о помощи. Он вручает Люку световой меч, принадлежавший его отцу, и просит отправиться с ним. Люк соглашается, и четверо улетают с Татуина на корабле «Сокол тысячелетия» с пилотами Ханом Соло и Чубаккой.
На Звезде Смерти гранд-мофф Таркин демонстрирует Лее боевую мощь станции и разрушает её родную планету Альдераан. Команда «Сокола» находит на месте назначения лишь обломки, и корабль затягивает на боевую станцию. Там Люк, Хан и Чубакка спасают Лею, а Оби-Ван сталкивается с Дартом Вейдером и жертвует собой ради спасения друзей. Команда прилетает на базу Альянса повстанцев — Явин IV — и вскоре отправляются атаковать Звезду Смерти. Люк, не без помощи призрака Оби-Вана, Хана и Чубакки, уничтожил боевую станцию и стал героем Альянса…
Три года спустя, Империя нападает на базу повстанцев на ледяной планете Хот. Люк участвует в бою, Хан, Лея, Чубакка, R2-D2 и C-3PO сбегают, и Империя захватывает базу. По приказу Оби-Вана Люк улетает на планету Дагоба, где должен найти мастера-джедая Йоду и поступить к нему на обучение. Остальные же скрываются в астероидном поле, где чуть не становятся кормом космического червя. Вейдер отправляет наёмника Бобу Фетта на поиски Хана Соло. Люк тренируется под руководством Йоды и предвидит опасность, нависшую над друзьями.
Соло с компанией прилетает на Беспин к давнему другу Хана — Лэндо Калриссиану, но тот вынужден предать его. На Соло испытывают камеру заморозки, предназначенную для Люка. Хана замораживают в Карбоните и передают Фетту. Неопытный Люк добирается до Беспина и вступает в бой с Дартом Вейдером, где быстро лишается руки, меча и узнаёт, что Вейдер — его отец. Не желая примкнуть к нему, Люк бросается в шахту и при помощи Силы связывается с Леей. Та чувствует это и спасшиеся Лэндо, Чубакка и сама принцесса на «Соколе тысячелетия» спасают его. Люк получает новую кибернетическую руку и наблюдает как Калриссиан и вуки на «Соколе» улетают на Татуин спасать Хана…
На Татуине Люк и его друзья спасают Хана из лап Джаббы Хатта — криминального босса гангстеров. Вскоре, Скайуокер возвращается на Дагобу, где Йода перед смертью признаётся, что Лея — его сестра. Джедай и повстанцы прилетают на Эндор, где Эвоки — жители-медвежата планеты — становятся союзниками Альянса повстанцев.
Люк решает сдаться Дарту Вейдеру, чтобы покончить с ситхами раз и навсегда, и вместе со своим отцом летит на вторую Звезду Смерти. Тем временем, Лея, Хан, Чубакка и Эвок Уикет пробираются к расположенному на Эндоре генератору силового поля Звезды Смерти, пытаясь отключить его, чтобы Лэндо и остальные повстанцы под руководством адмирала Акбара смогли уничтожить боевую станцию. В то же время, Люк просит отца перейти на Светлую Сторону Силы и вместе они побеждают Император Палпатин, но Энакин Скайуокер — настоящее имя Дарта Вейдера — погибает и говорит Люку, что он всегда был прав насчёт него. Хану и остальным удаётся отключить силовое поле и Альянс повстанцев уничтожает Звезду Смерти. На Эндоре Люк хоронит тело Энакина и присоединяется к празднующей команде. В финале он видит трёх Призраков Силы — Йоды, Оби-Вана и своего отца.

## Продолжение серии
В ноябре 2007 года, в честь 30-летия саги, была выпущена игра Lego Star Wars: The Complete Saga, которая является перезагрузкой Lego Star Wars: The Video Game и Lego Star Wars II: The Original Trilogy, а также содержит бонусный контент.
В марте 2011 года была выпущена игра Lego Star Wars III: The Clone Wars, которая основывается на сюжете 1 и 2 сезонов мультсериала Звёздные войны. Войны клонов.
В июне 2016 года была выпущена игра Lego Star Wars: The Force Awakens, сюжет которой основывался на финале «Возвращения джедая», седьмом эпизоде и доселе не рассказанных историях о новых героях.
5 апреля 2022 года вышла игра Lego Star Wars: The Skywalker Saga, в основе сюжета которой лежат 9 основных фильмов франшизы.

## Критика
| Сводный рейтинг | Сводный рейтинг | Сводный рейтинг | Сводный рейтинг | Сводный рейтинг | Сводный рейтинг | Сводный рейтинг | Сводный рейтинг | Сводный рейтинг |
| Издание         | Оценка          | Оценка          | Оценка          | Оценка          | Оценка          | Оценка          | Оценка          | Оценка          |
| Издание         | DS              | GBA             | GC              | PC              | PS2             | PSP             | Xbox            | Xbox 360        |
| --------------- | --------------- | --------------- | --------------- | --------------- | --------------- | --------------- | --------------- | --------------- |
| GameRankings    | 58,33 %         | 62,40 %         | 83,59 %         | 86,83 %         | 85,19 %         | 84,27 %         | 85,93 %         | 81,12 %         |

Lego Star Wars II: The Original Trilogy получила премию BAFTA в области игр 2006 года в номинации «Gameplay sponsored by Nokia N-Gage».